# مقاييس بلانك
تعبر مقاييس بلانك Planck skala عن حدود طبيعية صغرى للزمن والمسافة ، وتفترض عدم وجود ما هو أصغر منها. ويستخدم العلماء تلك الحدود في دراستهم للفيزياء.
- على مسافة مقاربة من مسافة بلانك  (10−35 متر) لا يمكن وصف الطبيعة إلا بميكانيكا الكم ، ويُعتقد أن تفسير الجاذبية وخاصية الثقالة سوف يتم باشراك نظرية الكم.
- وبالنسبة للزمن : فترة بلانك  هي الفترة الزمنية التي يعبر فيها الضوء مسافة بلانك ،أي:

ثانية {\displaystyle t_{\mathrm {P} }=l_{\mathrm {P} }/c} ~ 10 -43